# إفطار
الإِفْطَار (أو الفُطُور) هو أوَّل وجبة في اليوم. عادة ما يتناول المرء وجبة الإفطار بعد ساعة أو ساعتين من استيقاظه. تتَّسم وجبة الإفطار بأنها خفيفة بالمقارنة مع الوجبات الأخرى.
يسمى قديماً في العربية الفصحى غداء، أو صبوح (غير أنها غالباً تستخدم للشرب وليس للأكل)، أما المعاجم الحديثة المعاصرة فأغلبها تتفق أن الفطور هو وجبة الصباح.
تتنوع وجبات الإفطار حول العالم من حيث المحتوى، ففي شرق آسيا تؤكل أشكال الأرز المطهو أو المقلي، وفي اليابان، تكون البحريَّات جزءا من وجبة الإفطار، إجمالا لا تختلف الوجبات (الإفطار، الغداء والعشاء) عن بعضها في الشَّرق الأقصى بالمقدار الحاصل في الأجزاء الأخرى من العالم.
في الشَّرق الأوسط والدُّول العربيّة، يكون الجزء الأساسيُّ من وجبة الإفطار الخبز وما يغمس به، ففي الشَّام، يعتبر الزَّيت، الزعتر، اللبنة والحمُّص الشكل الرئيسي للغماس.في حين أن الفول المدمس في مصر يعتبر الغماس الأشهر للإفطار، وعادة ما يصحبه زيت أو سمن، كما يؤكل البصل بشكليه الأخضر والمقطع إضافة إلى الطماطم والخيار والخضروات الورقية كالجرجير وورق السبانخ. تؤكل الأجبان والألبان على الإفطار في المناطق الأبرد كبلاد الشام (فلسطين، سوريا، لبنان والأردن) وتركيا. الفلافل أوالطعمية تؤكل أيضا في وجبة الإفطار. لا تؤكل اللحوم كثيرا على وجبة الإفطار، ويعتبر الشاي المشروب الأكثر شعبية للشرب على الإفطار بالرغم من جدته وحداثته النسبية في المطبخ الشرق متوسطي، حالاً مكان مشروبات تقليدية كاليانسون والكركديه.
في أوروبا إجمالا؛ تتكون وجبة الإفطار من مخبوزات يرافقها زبدة ومربى، وقد تؤكل معها أيضا اللحوم الباردة، أو وجبات الإفطار المطبوخة كالبيض المسلوق والمقلي، البطاطس المقلية بكمية قليلة من الزبدة أو الزيت، أو اللحوم كالسجق أو اللحم المقدد، الفطر والطماطم. ويشرب عادة الشاي أو القهوة مع الإفطار.
في أمريكا الشمالية، الإفطار الأكثر شيوعا هو الحبوب المجففة مع الحليب، القهوة أو الإفطار الحلو كالبانكيك أو الدونات مصحوبا بقهوة أو حليب.
تعتبر وجبة الإفطار أهم الوجبات اليومية وذلك لأنها تمد الجسم بما يحتاجه من مواد غذائية لازمة لأداء النشاط اليومي.
و في شهر رمضان عند المسلمين عندما يكونون في حالة صيام منذ الفجر حتى المغرب فيفطر المسلمون بعد آذان المغرب وتكون هي وجبتهم الرئيسية.

## معرض الصور

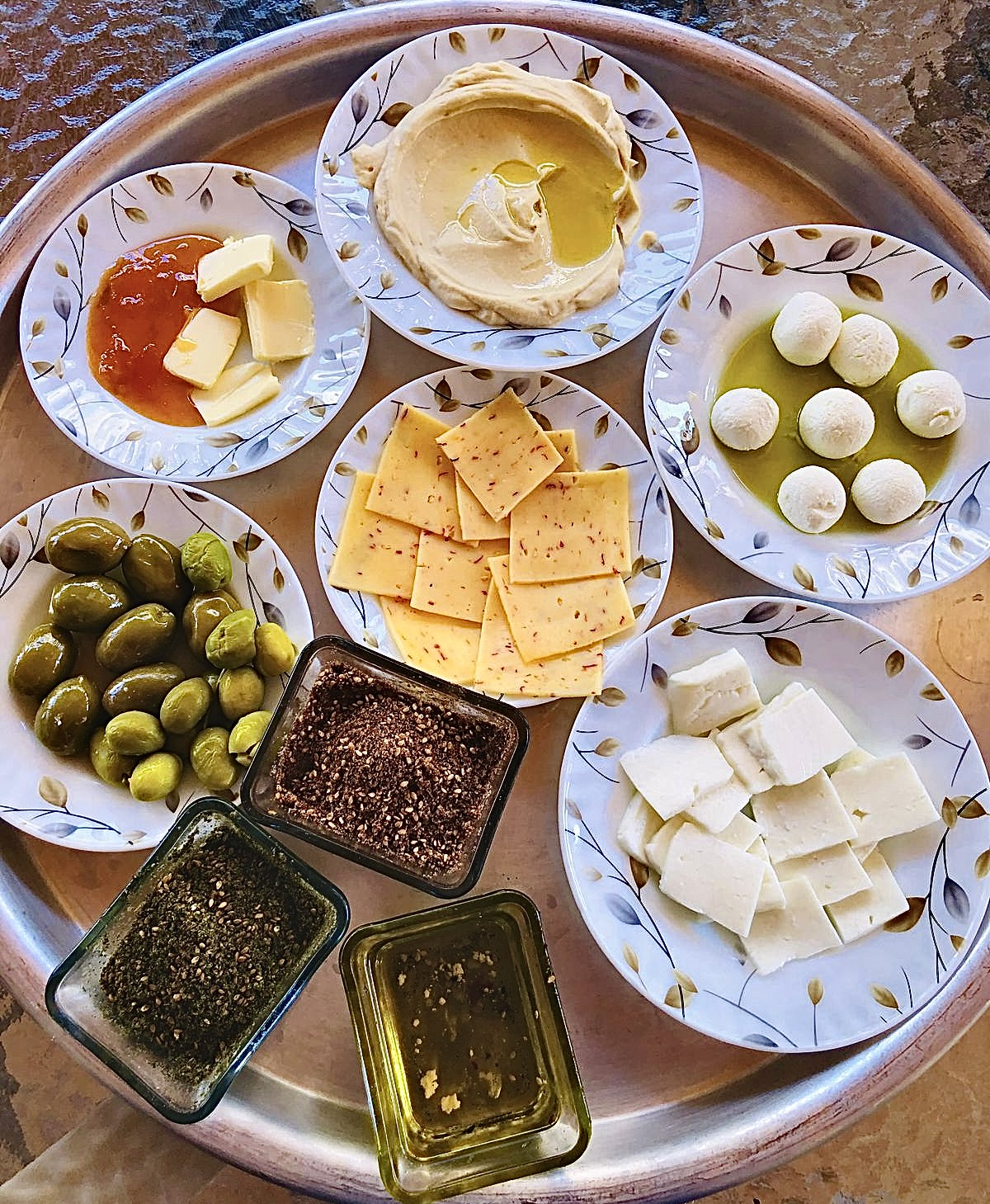
وجبة إفطار تقليدية من بلاد الشام .
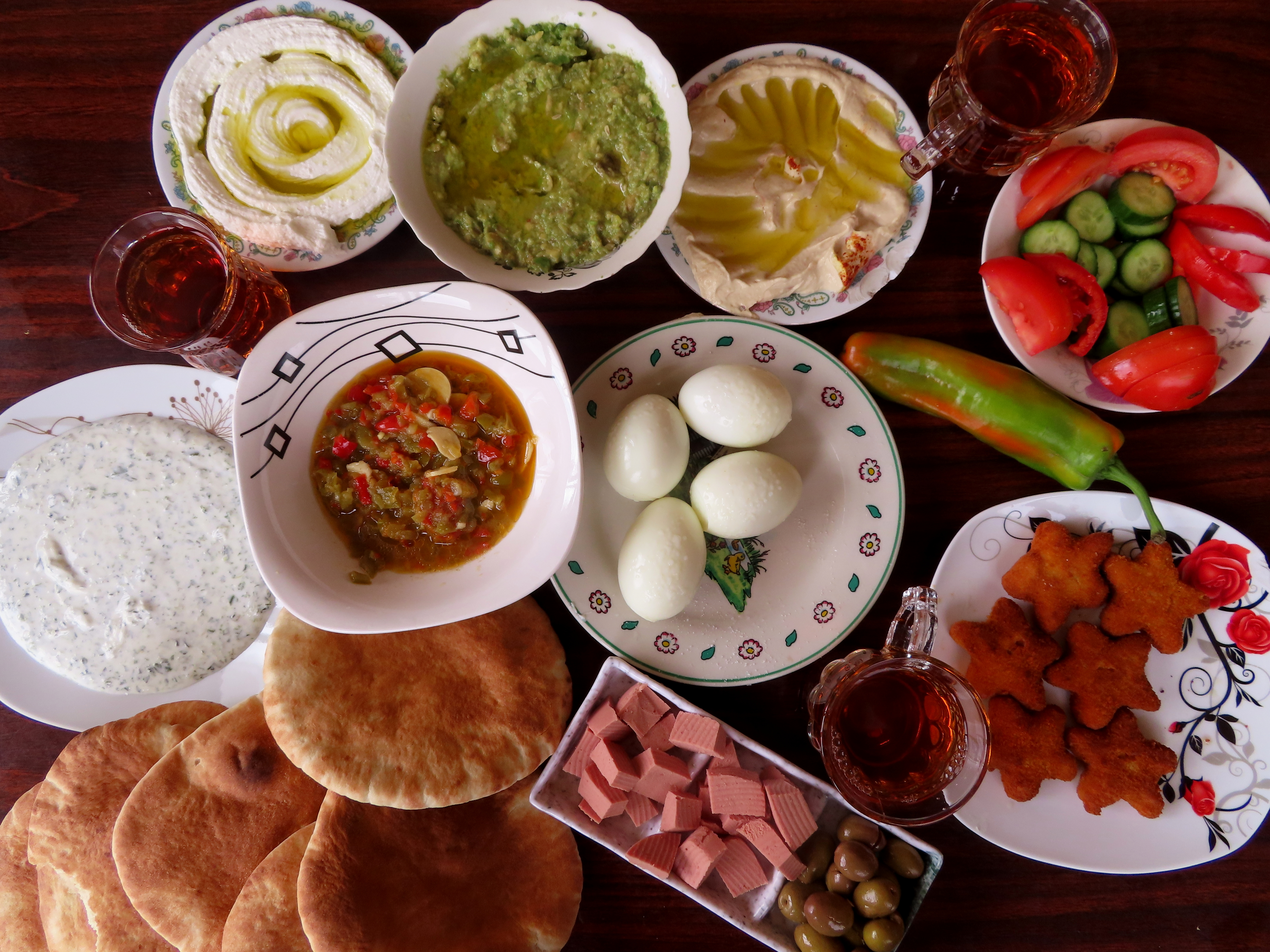
وجبة إفطار تقليدية من فلسطين.
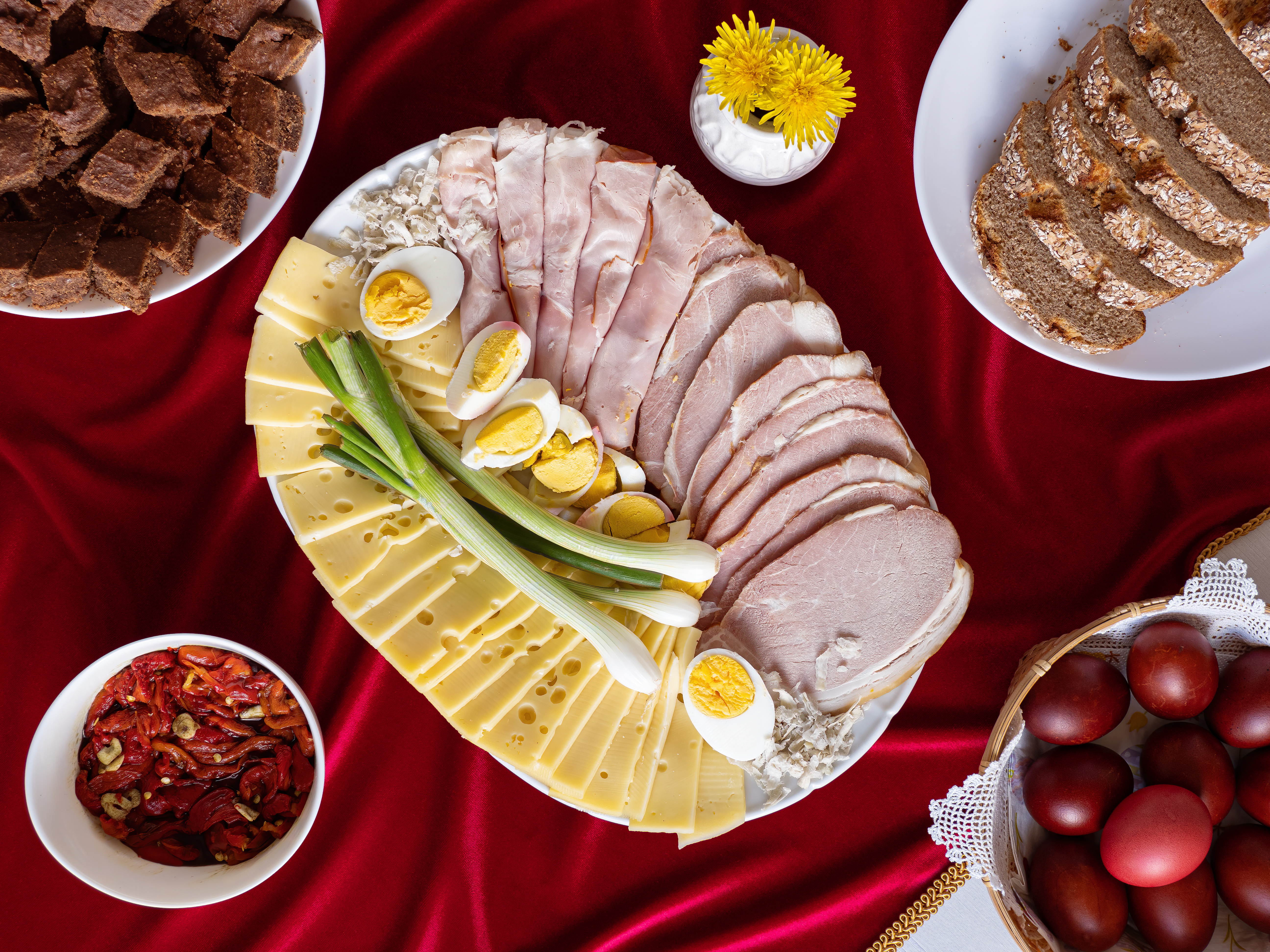
وجبة إفطار عيد الفصح في صربيا.
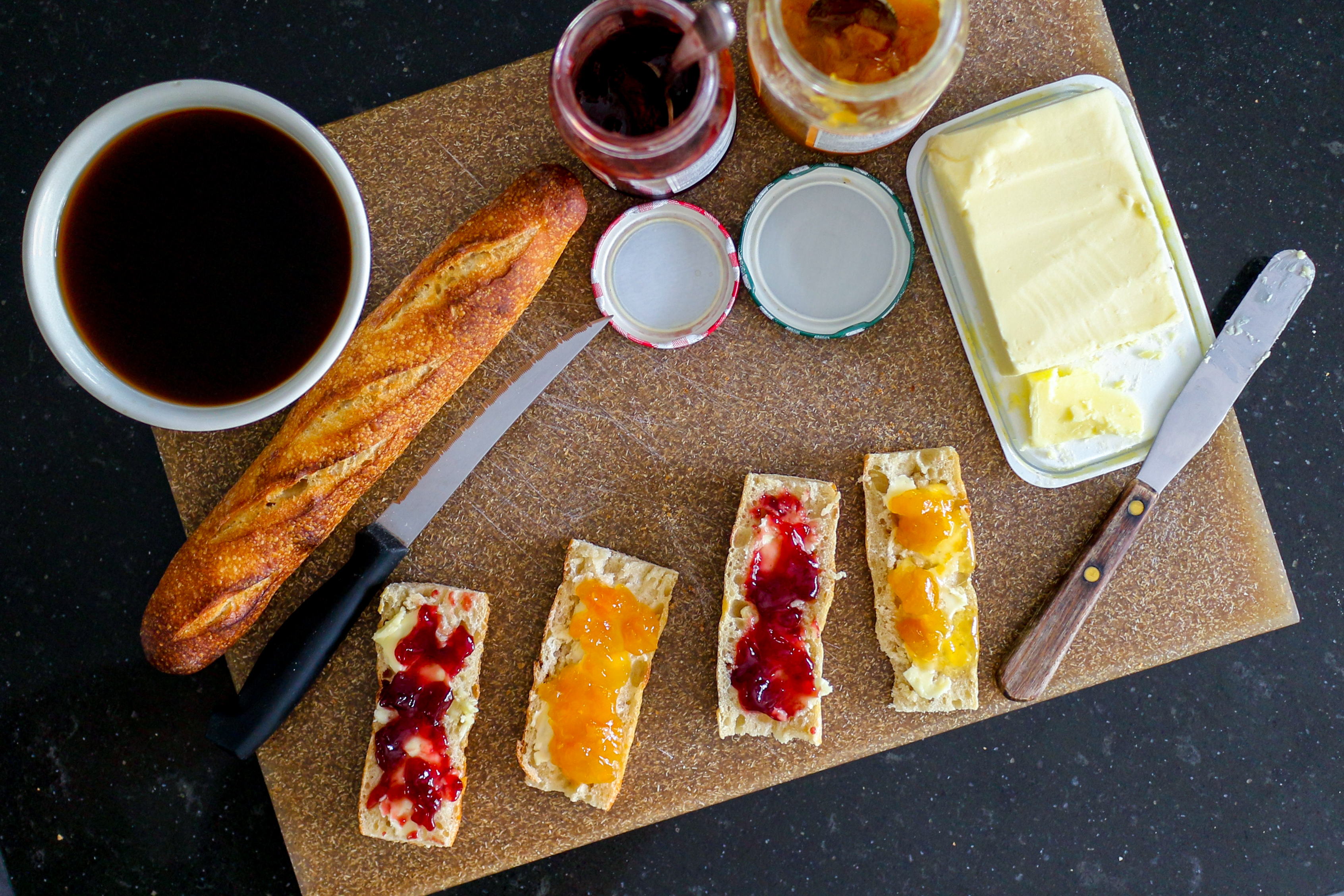
وجبة إفطار تقليدية من فرنسا.
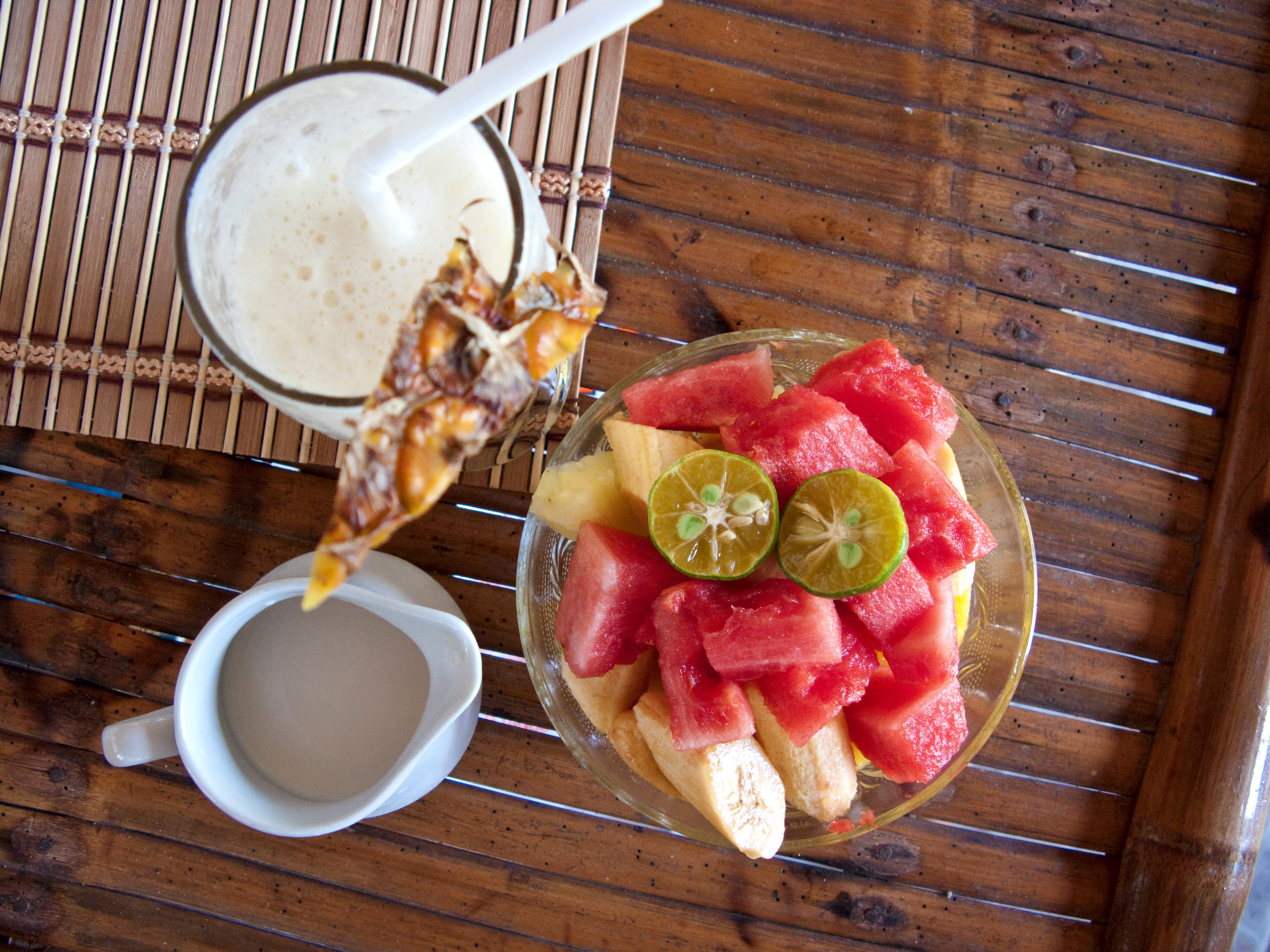
وجبة إفطار من الفلبين.
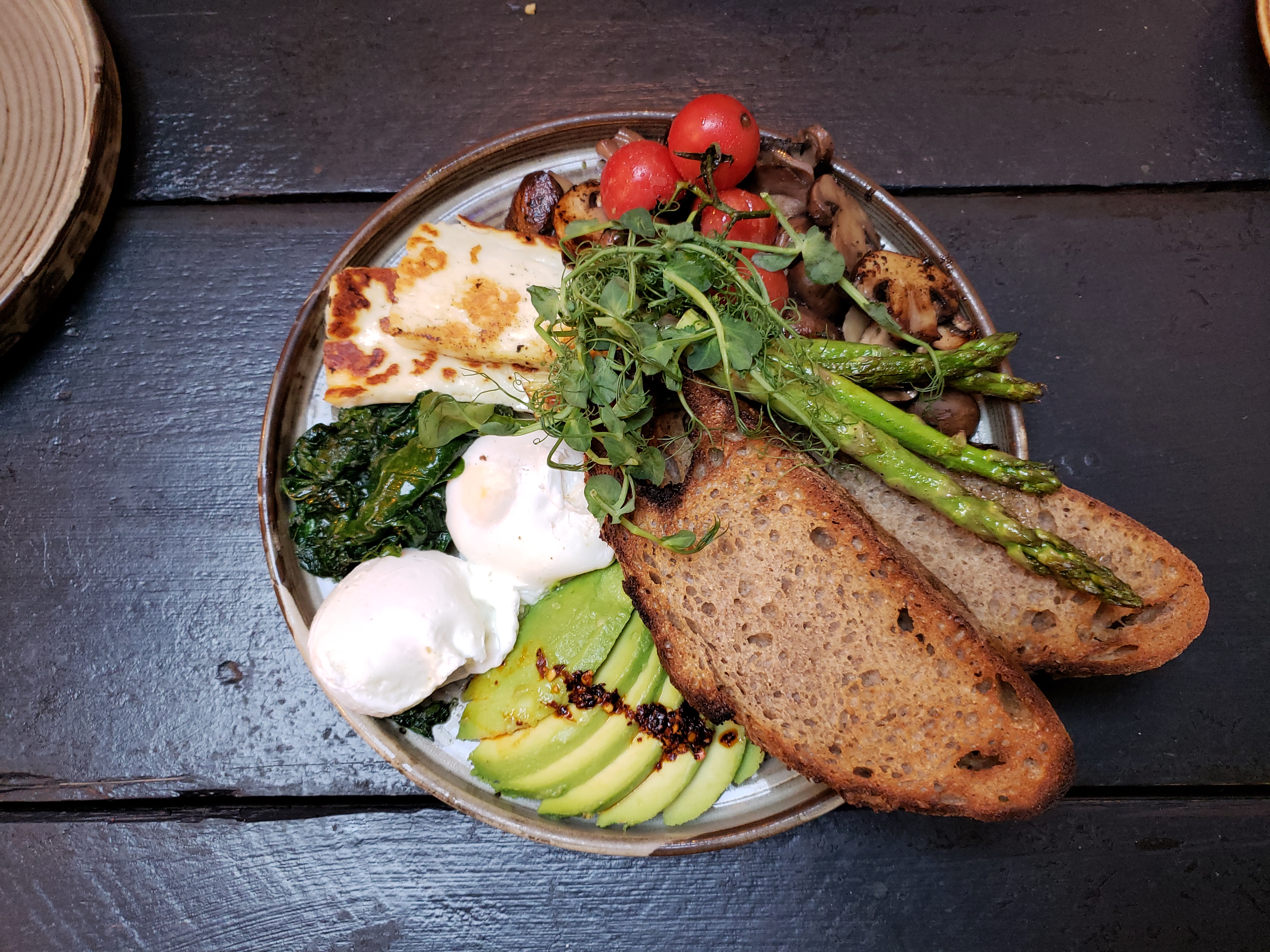
وجبة إفطار من المملكة المتحدة.
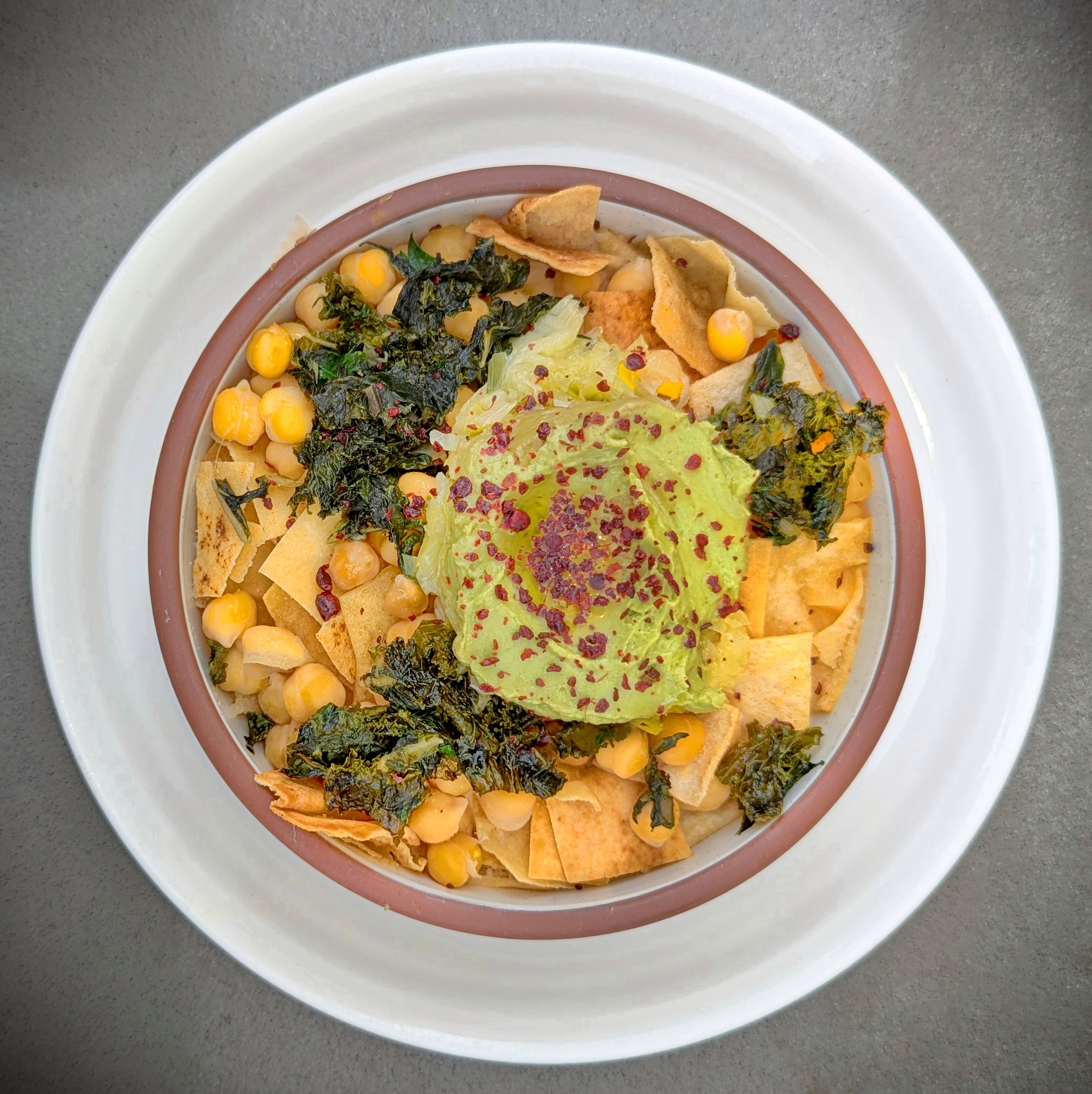
وجبة إفطار من تركيا.
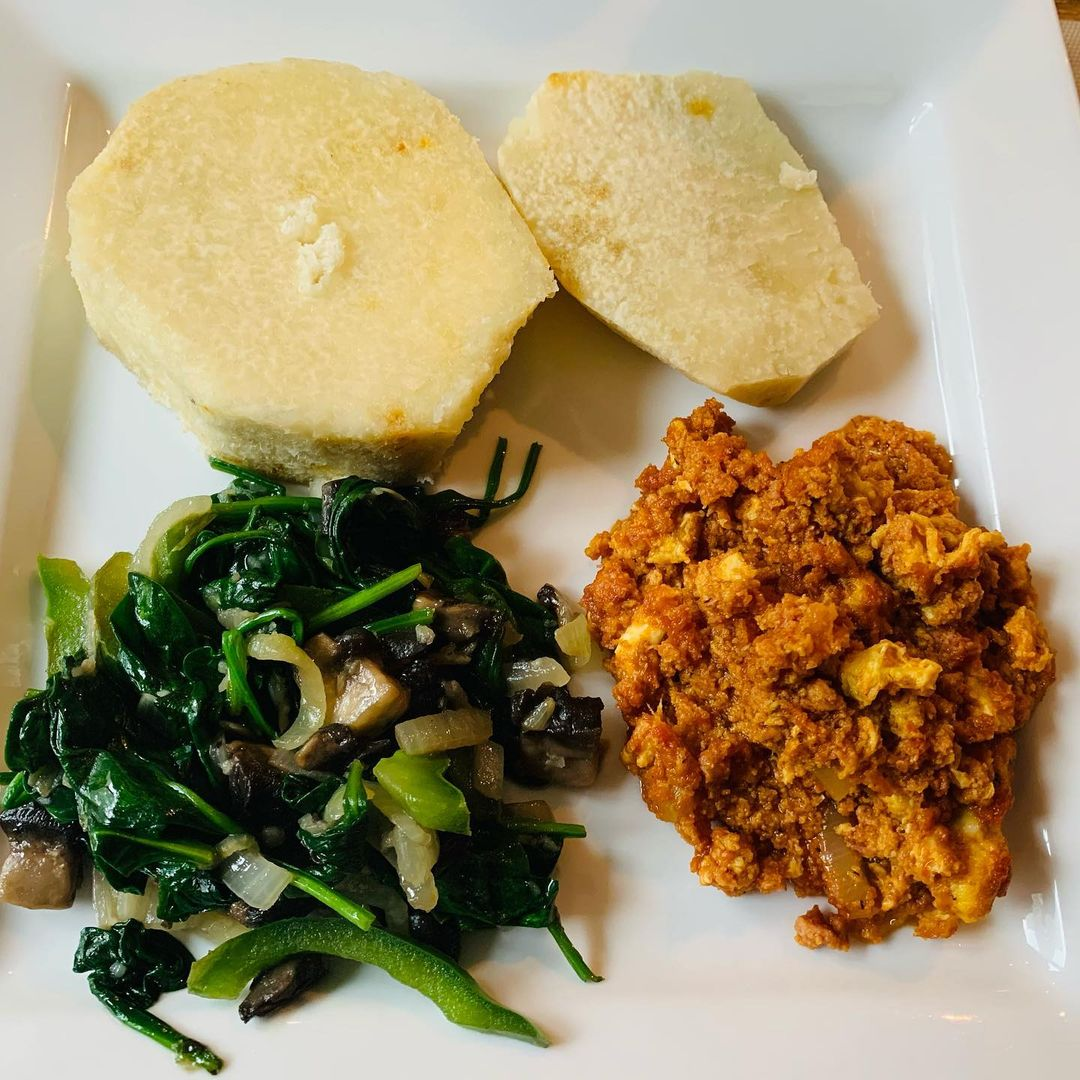
وجبة إفطار من نيجيريا.
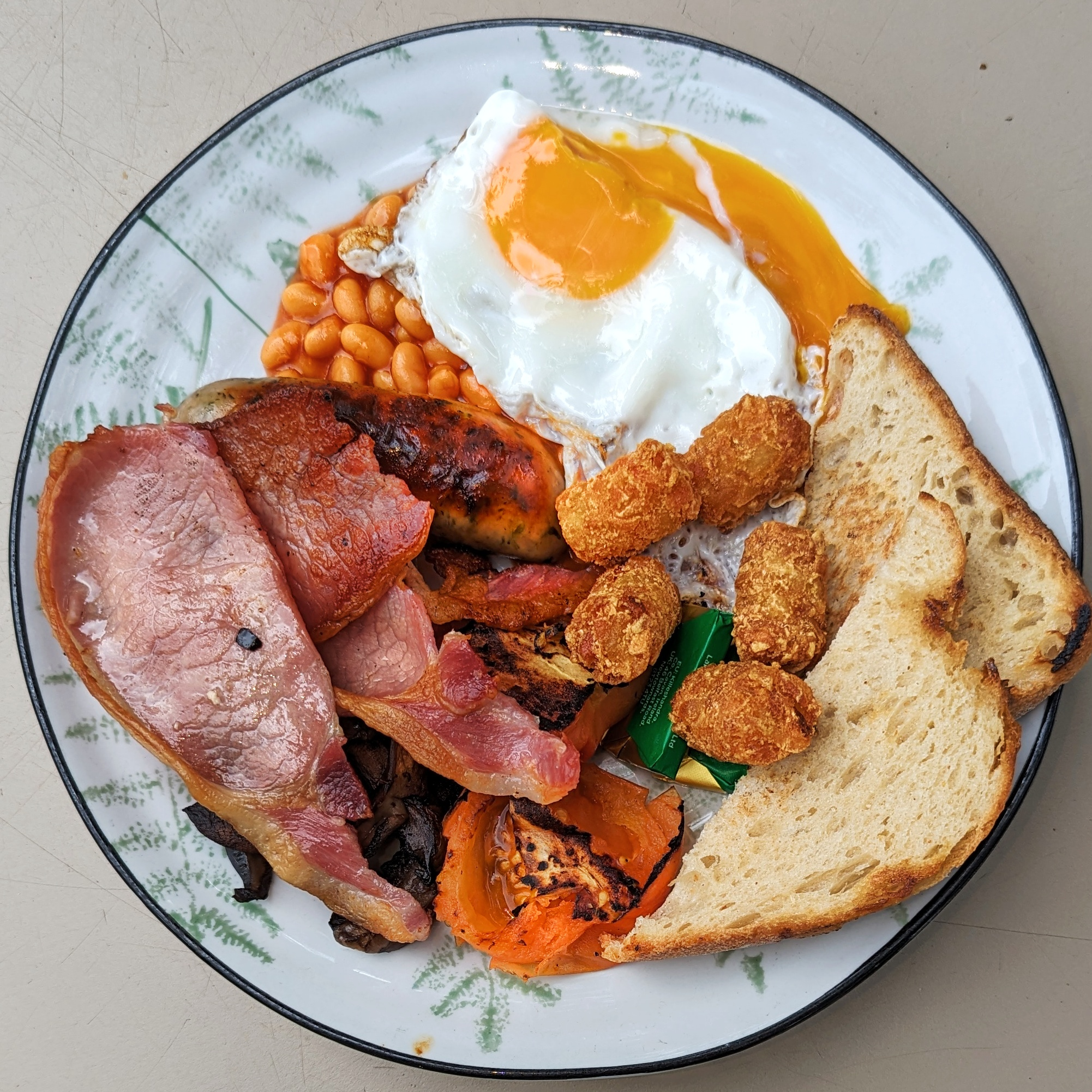
وجبة إفطار إنجليزية.
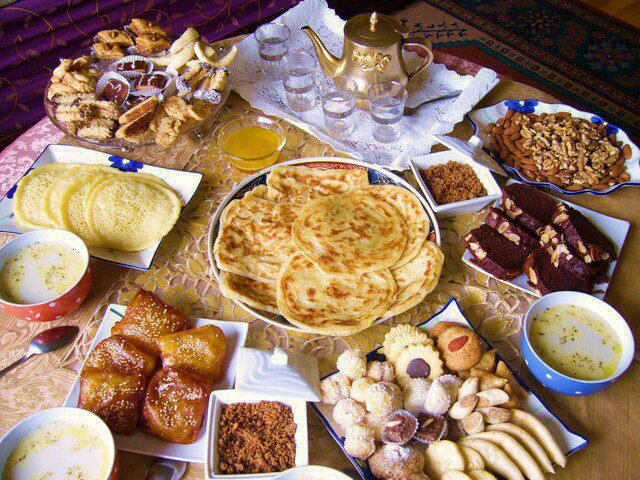
وجبة إفطار من المغرب.
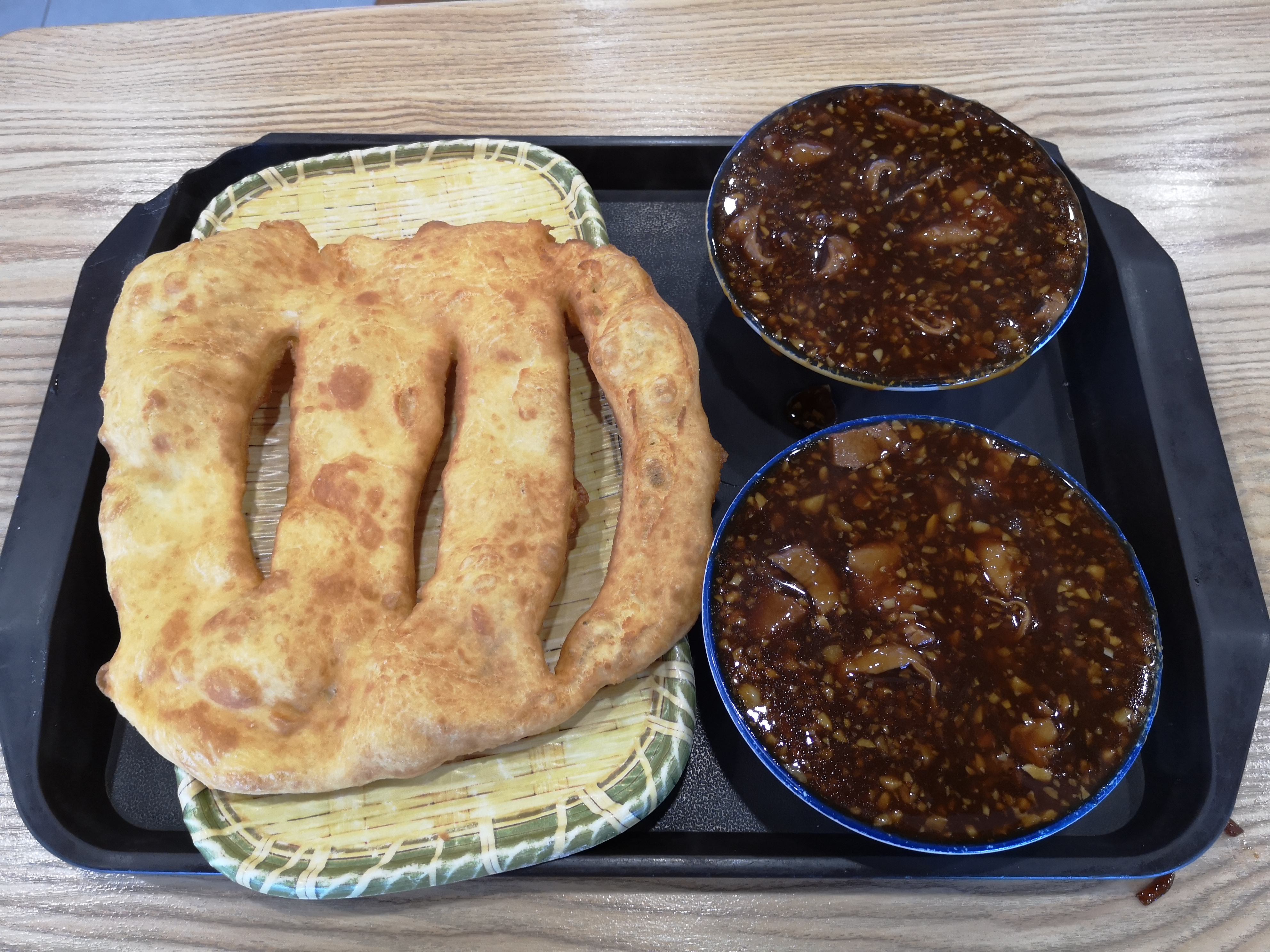
وجبة إفطار تقليدية في بكين، تشاوغان يوبينغ.
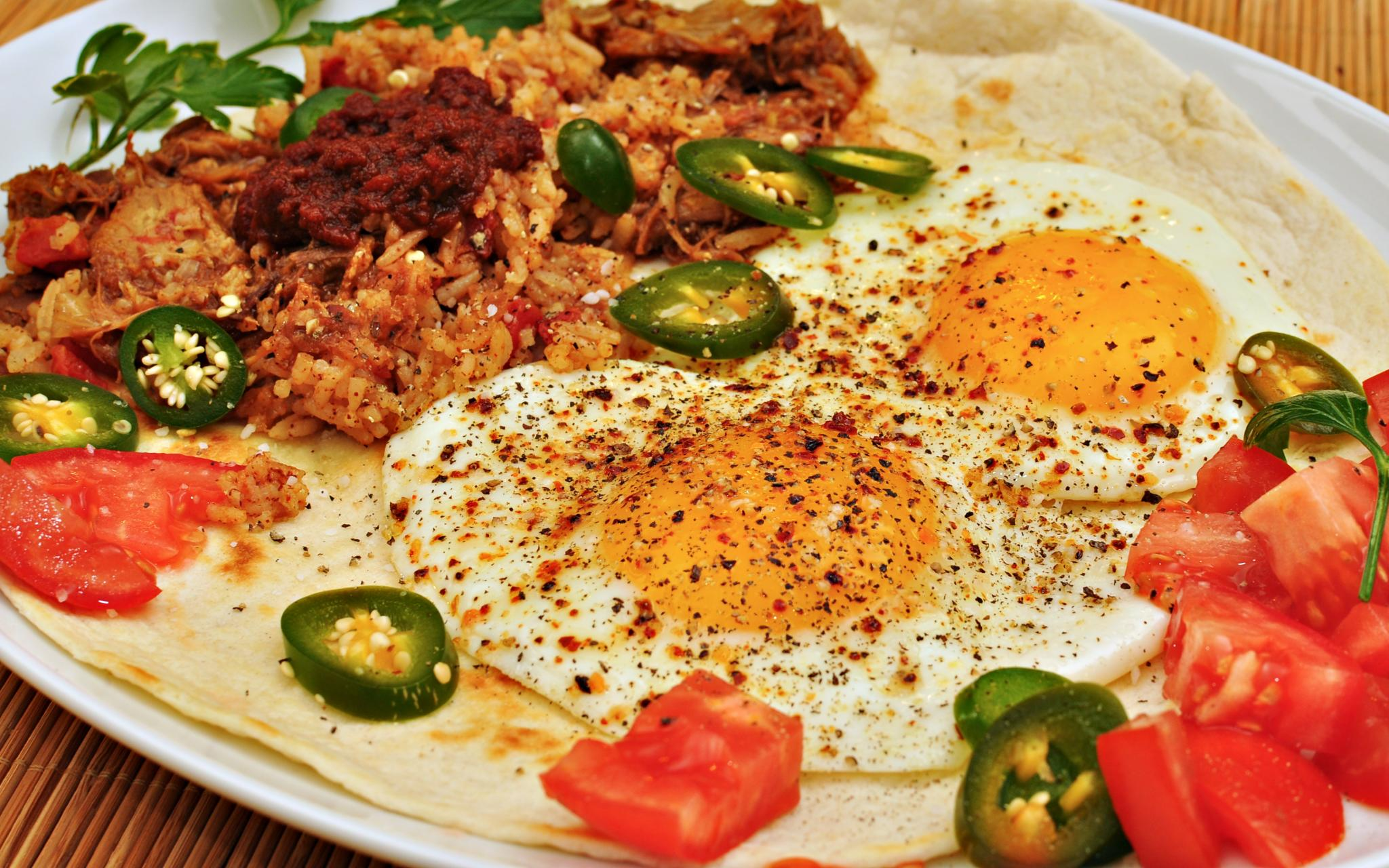
وجبة إفطار مكسيكية.
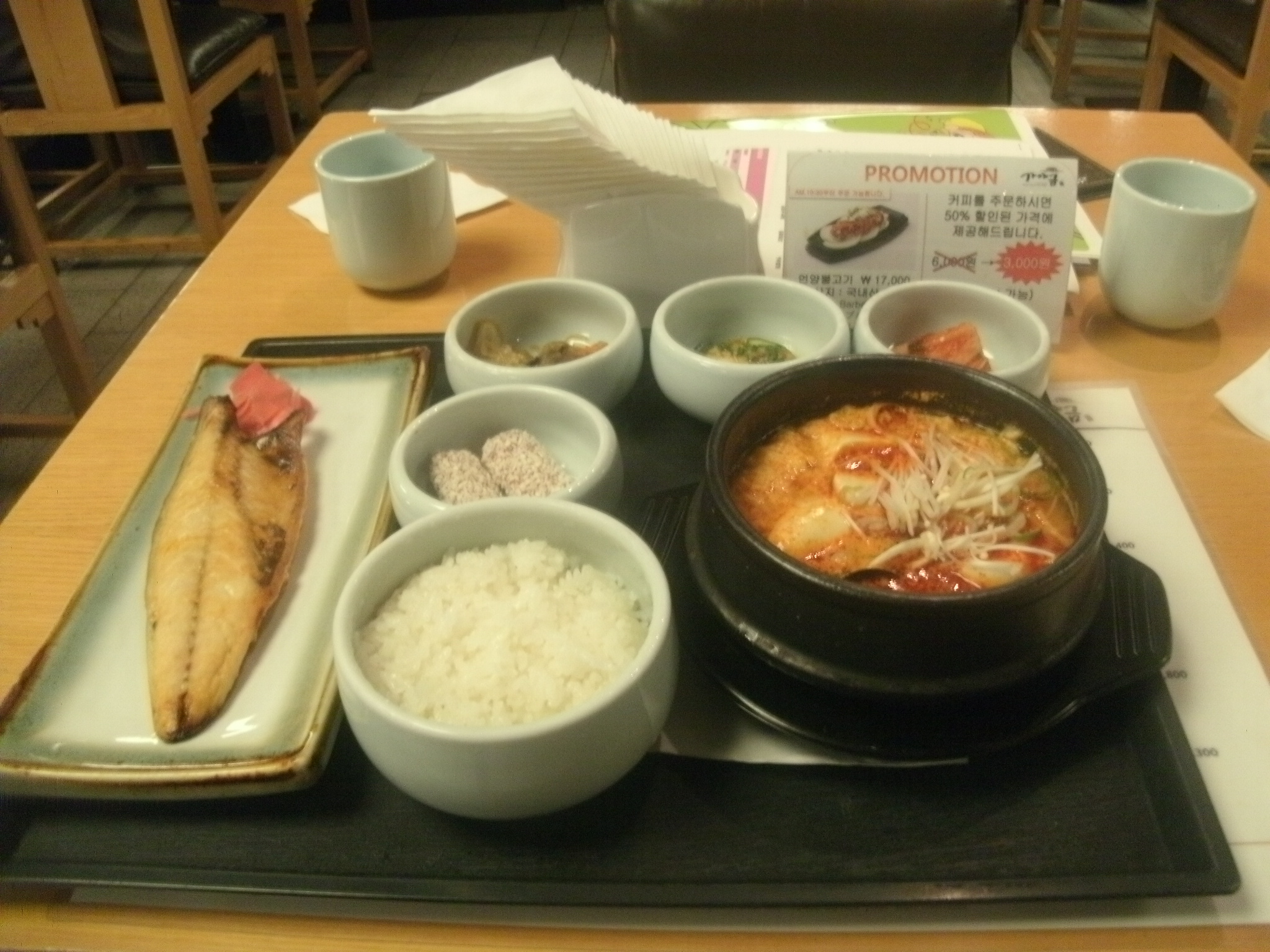
وجبة إفطار من كوريا.
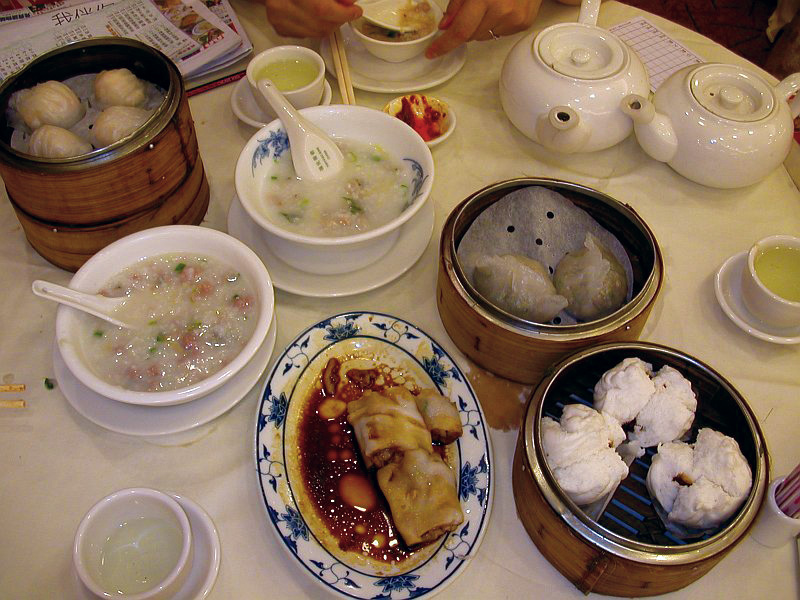
وجبة إفطار من الصين.
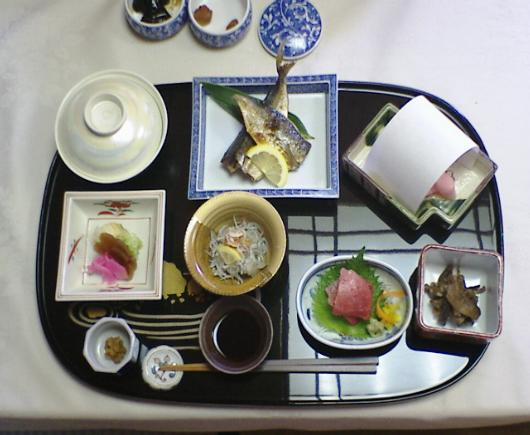
وجبة إفطار من اليابان.
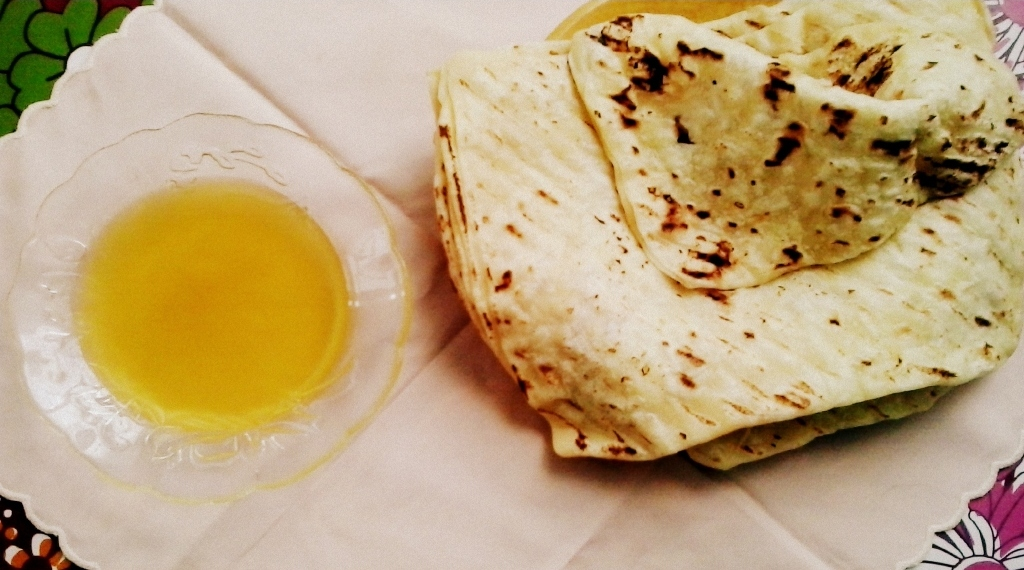
وجبة إفطار من تونس.
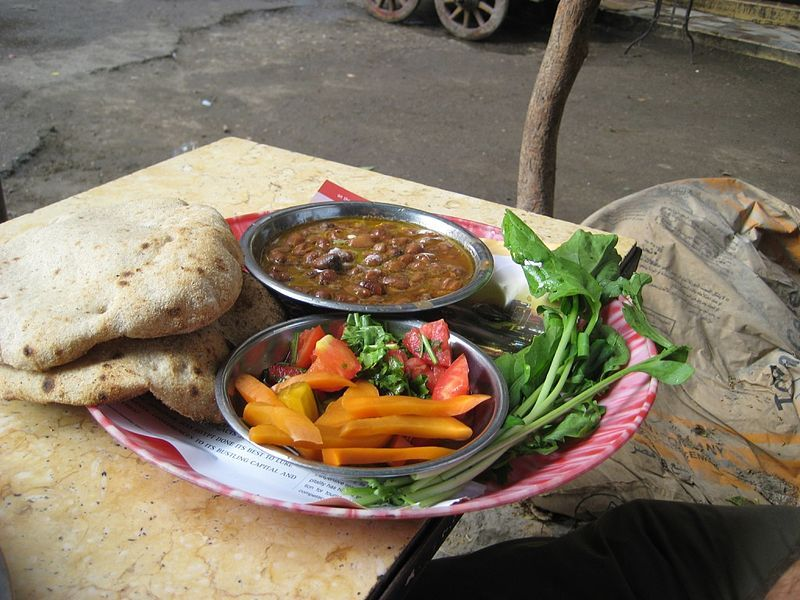
وجبة إفطار من مصر.
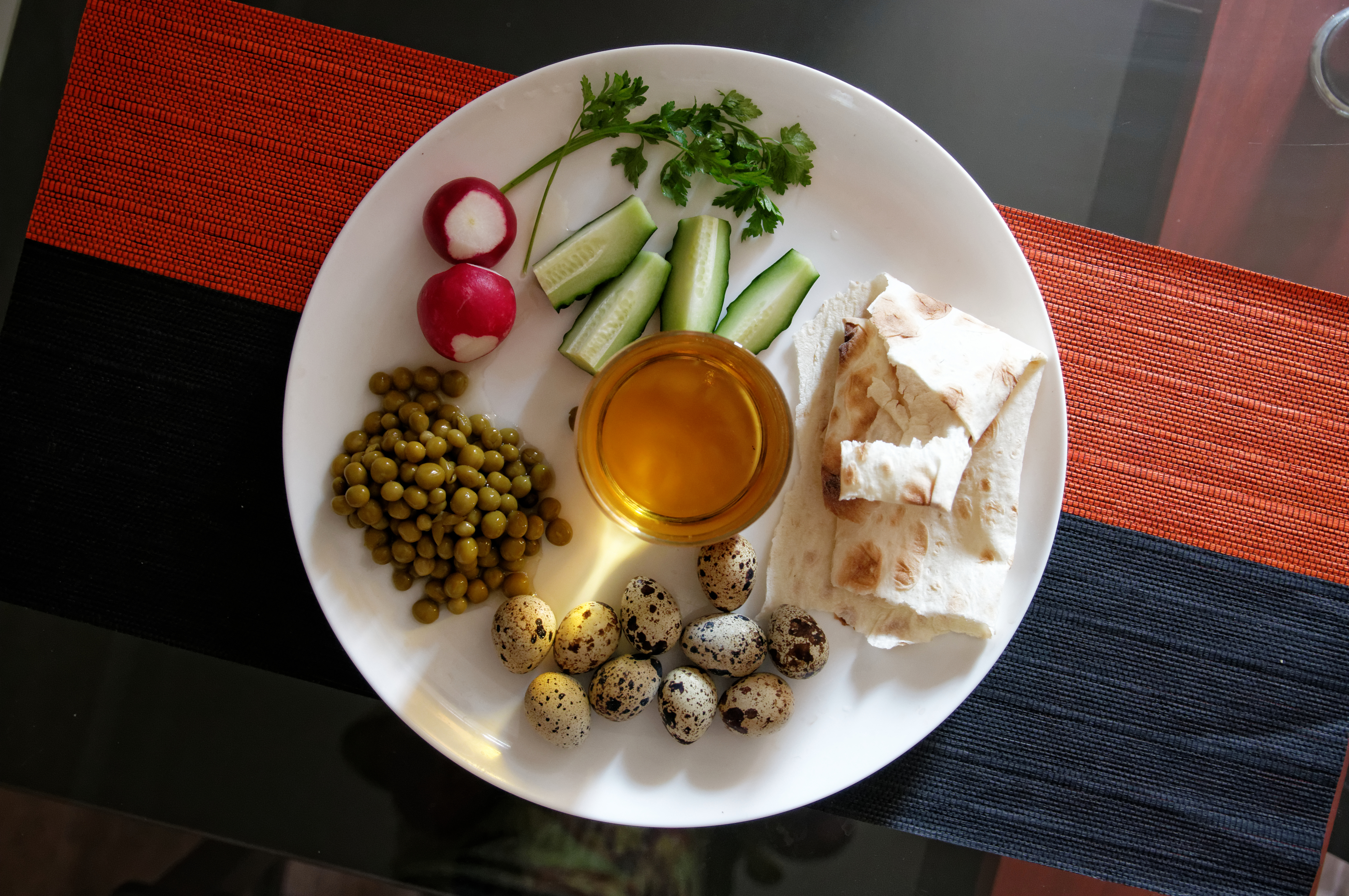
وجبة إفطار من روسيا.
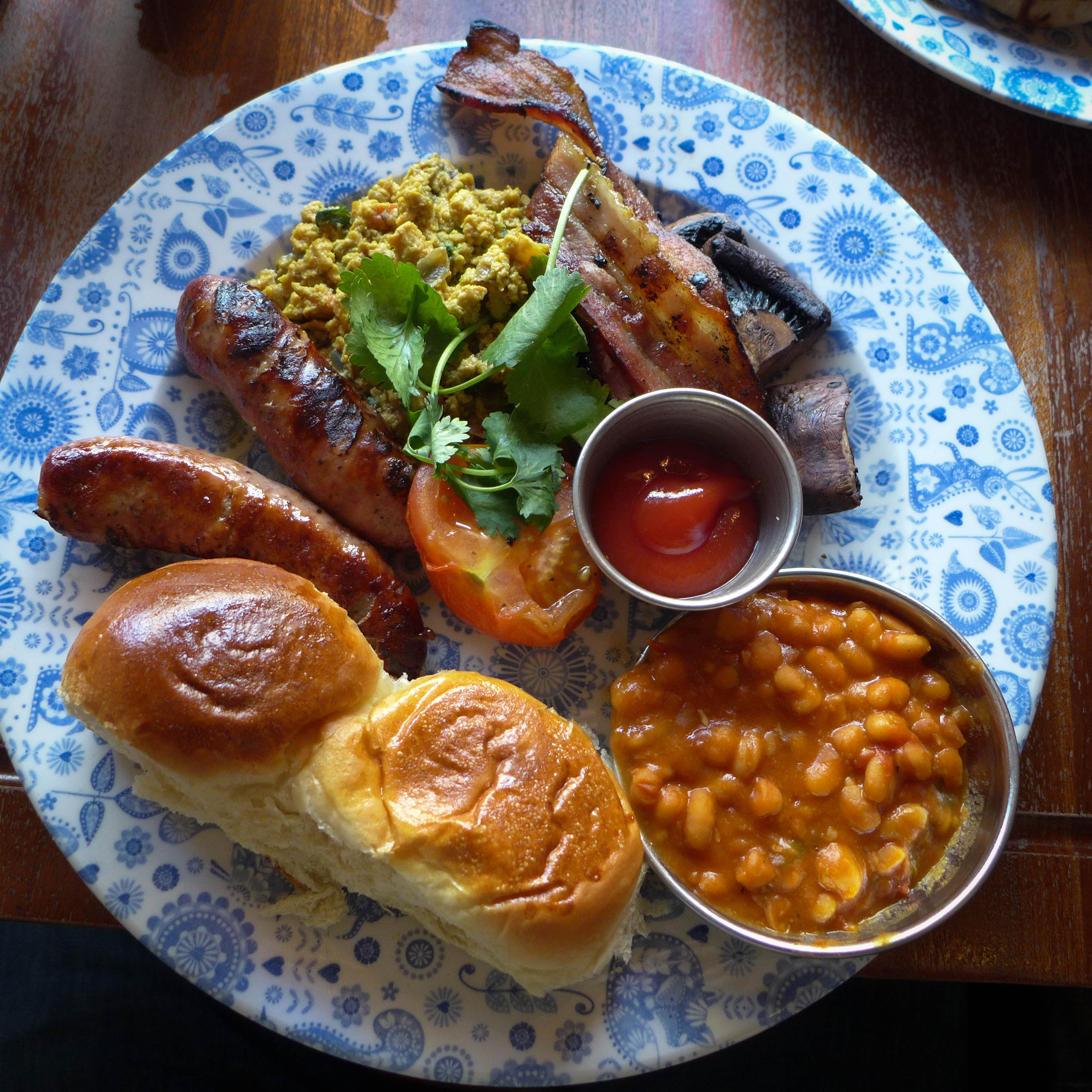
وجبة إفطار من المملكة المتحدة.
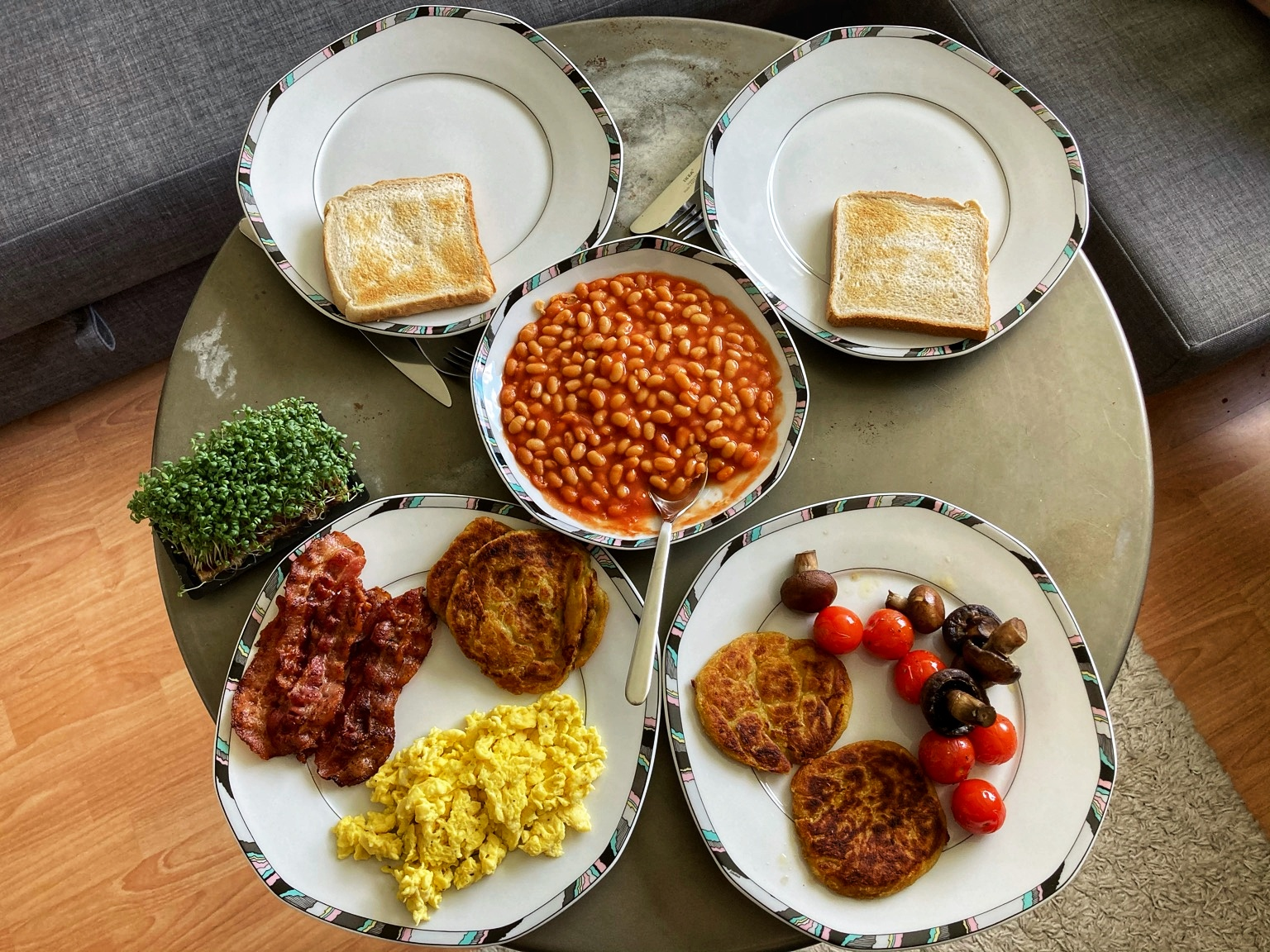
وجبة إفطار إنجليزية كاملة.
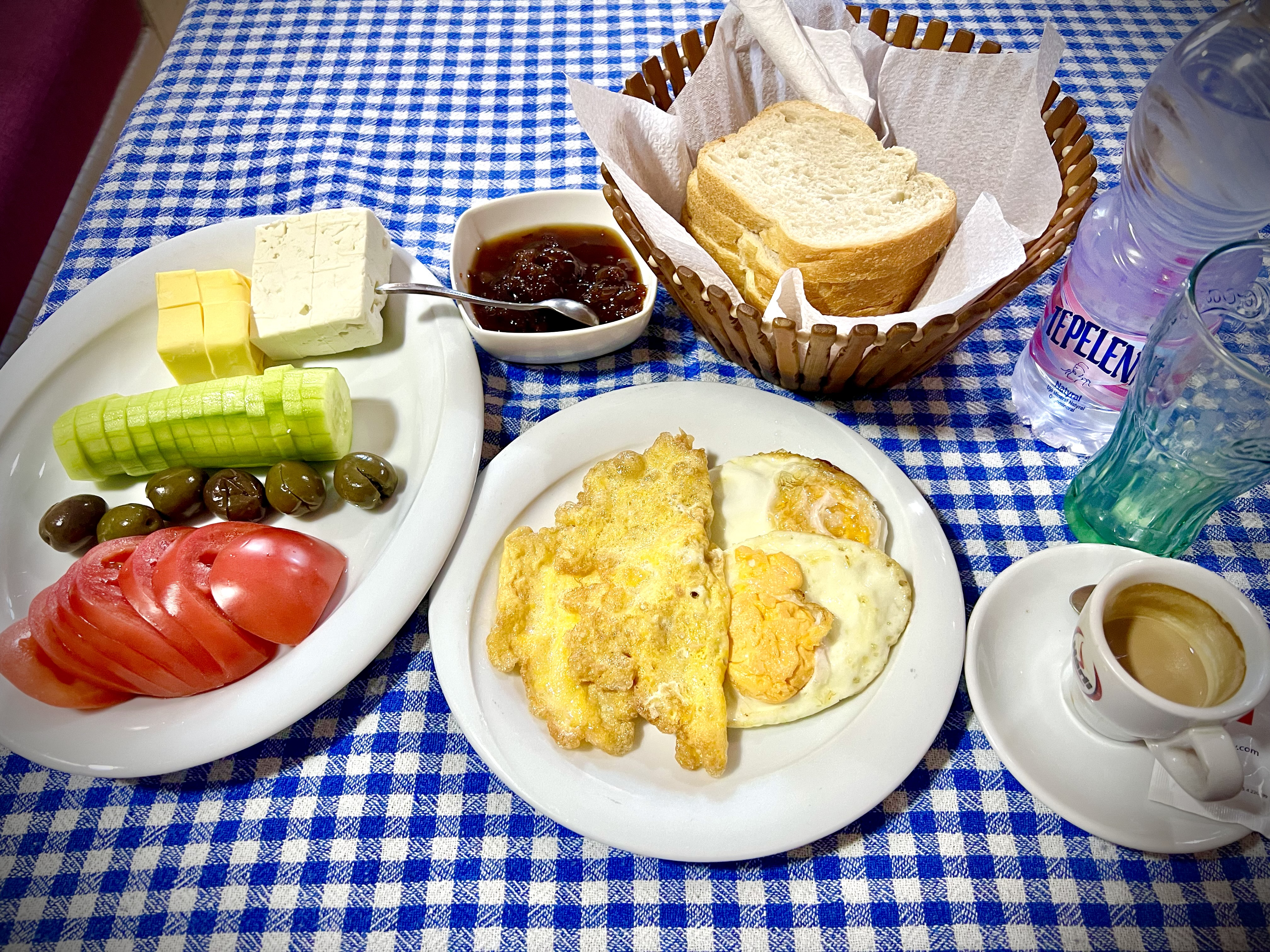
وجبة إفطار من ألبانيا.
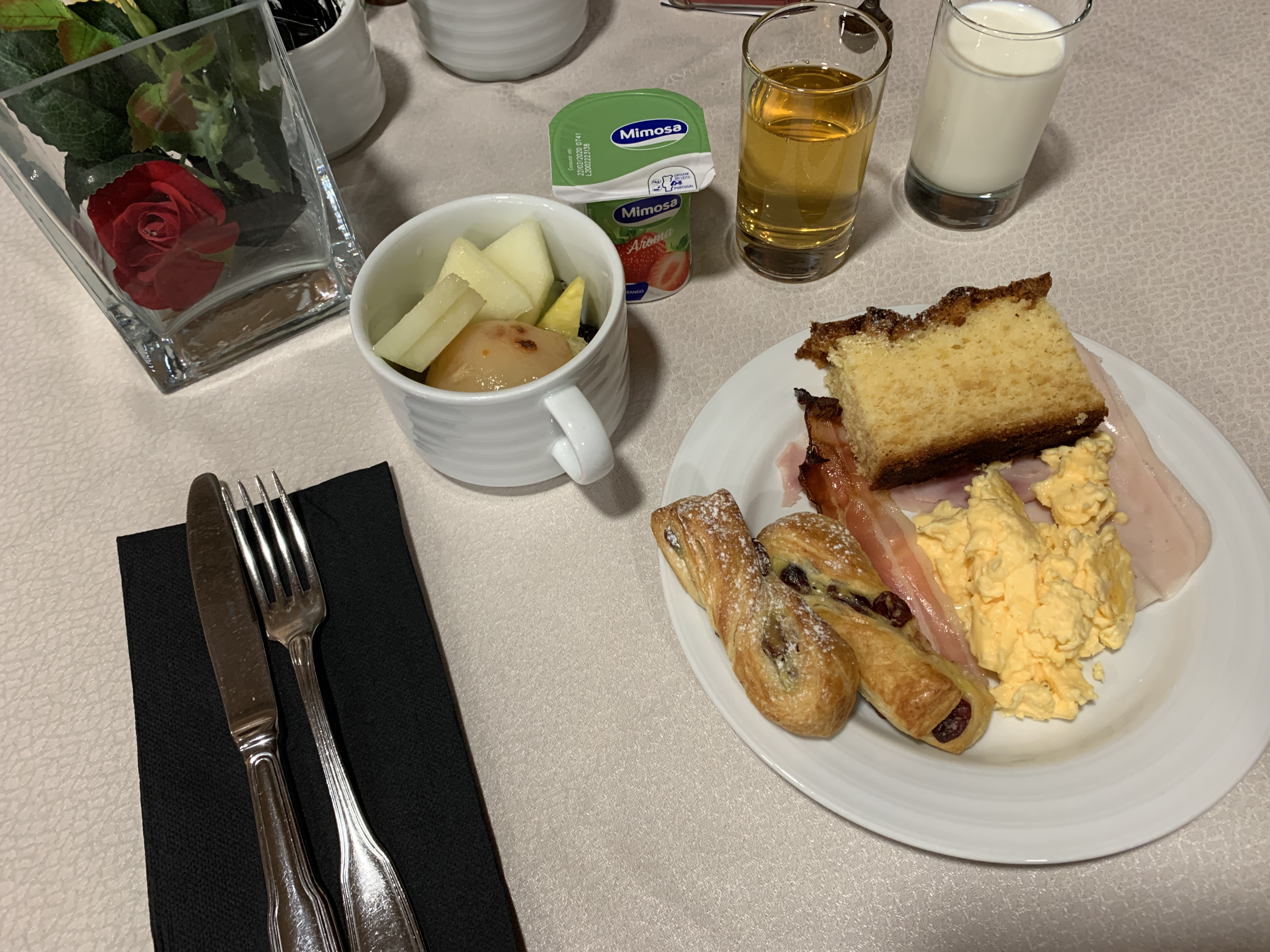
وجبة إفطار من البرتغال.
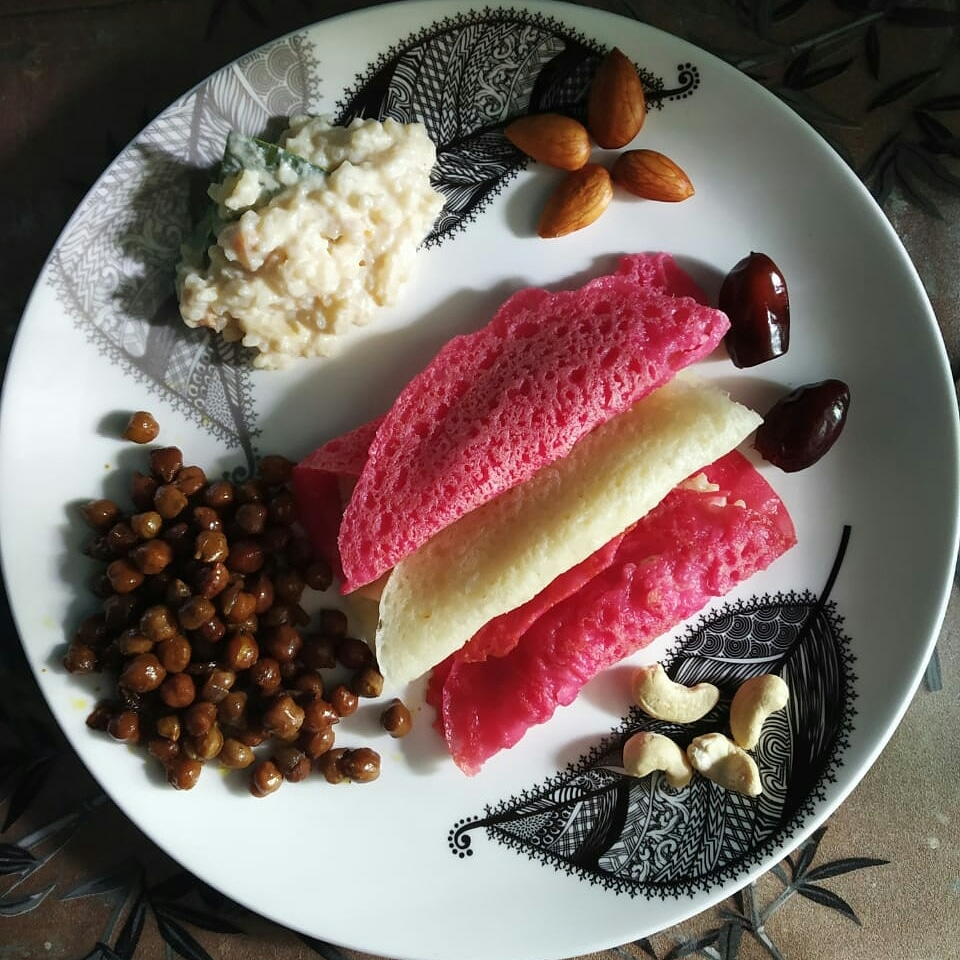
وجبة إفطار من شمال لاكيمبور.
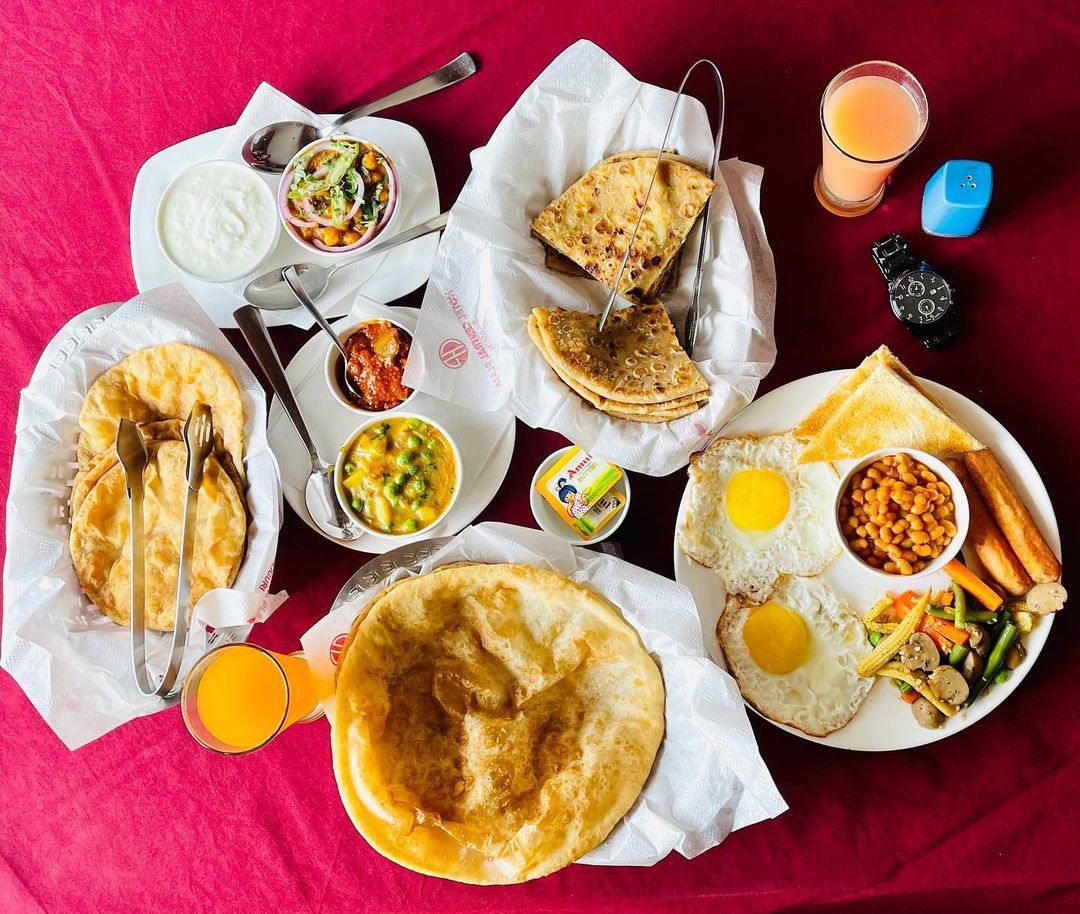
وجبة إفطار من الهند.
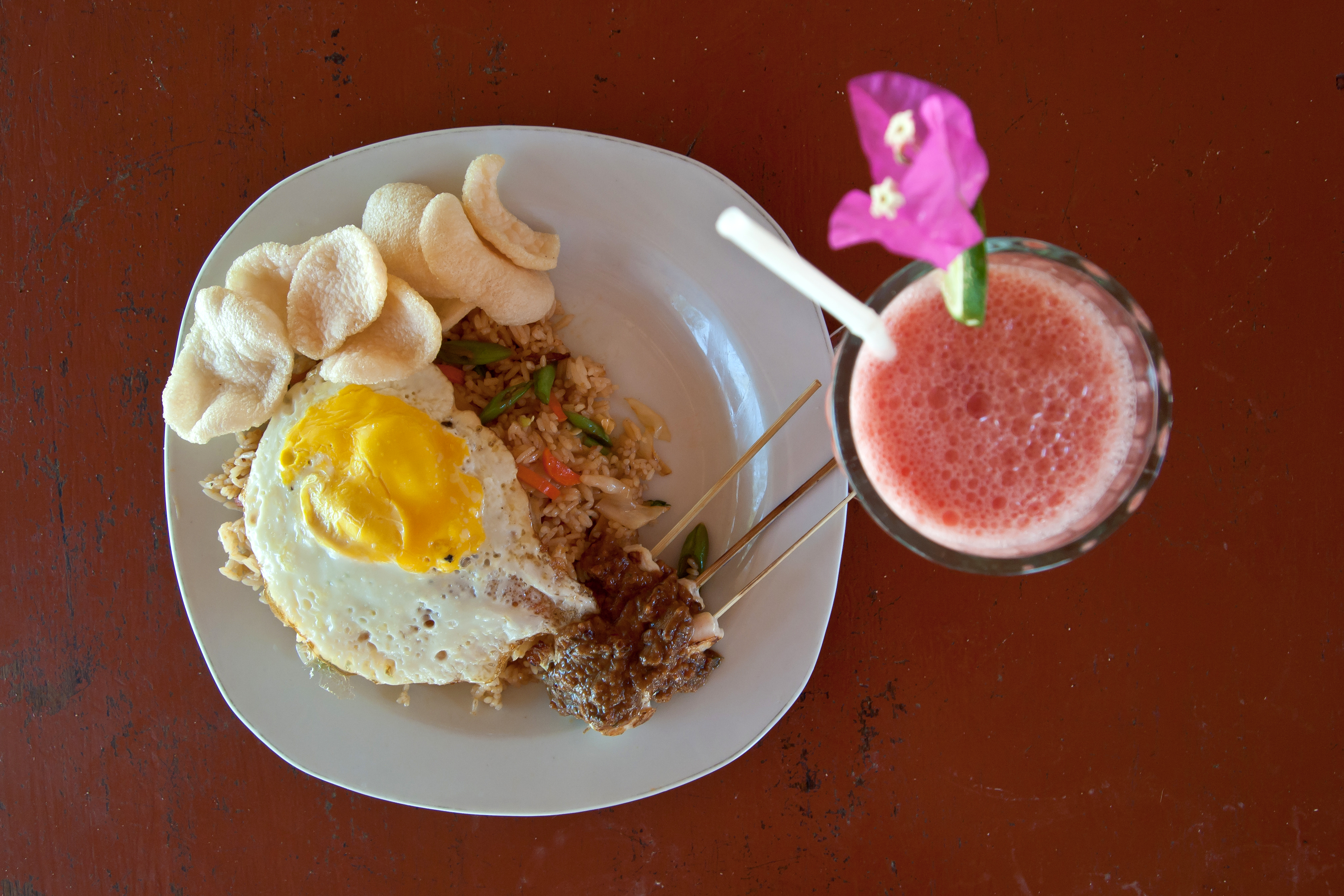
وجبة إفطار من أندونيسيا.
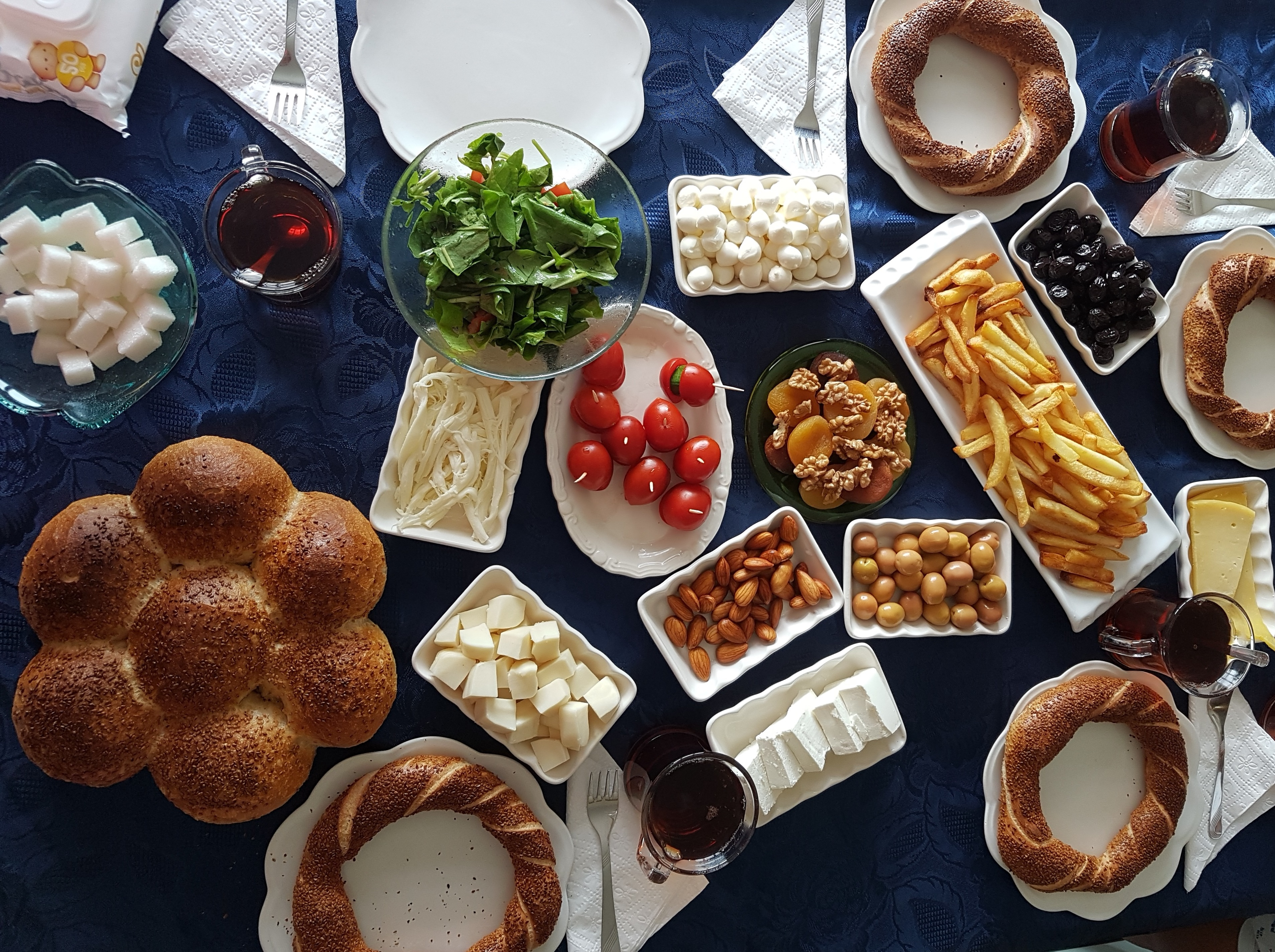
وجبة إفطار من تركيا.
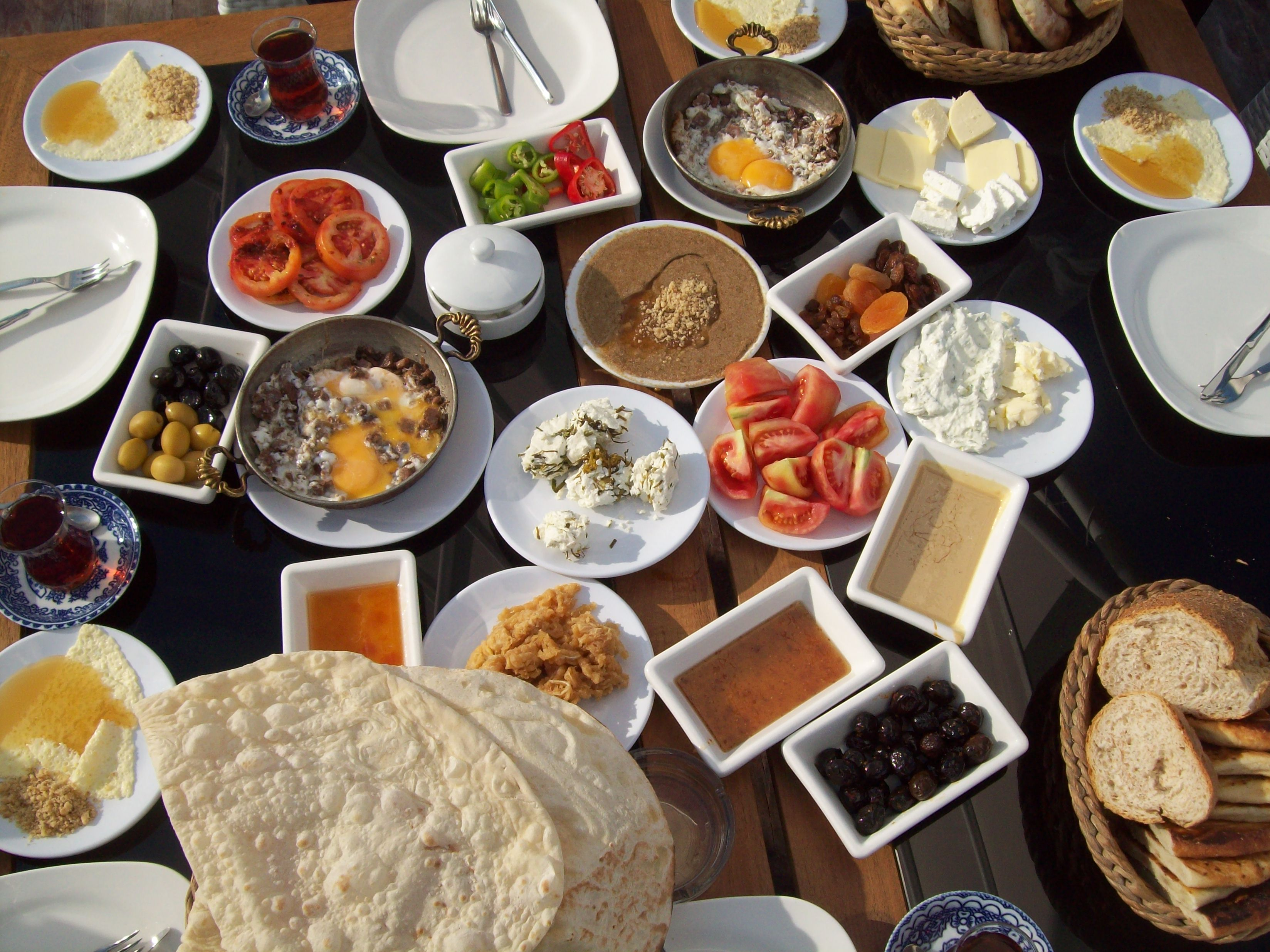
وجبة إفطار من تركيا.
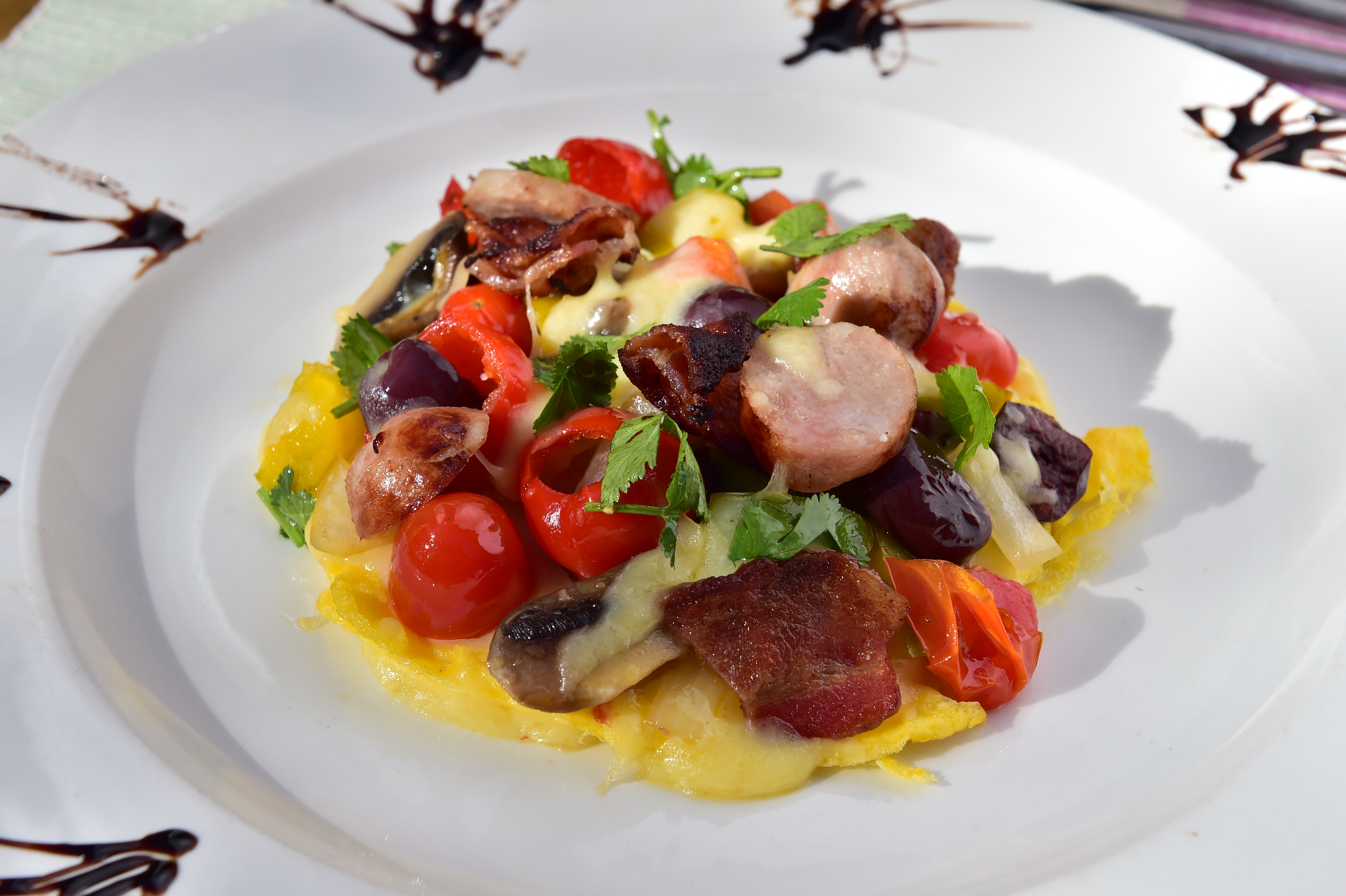
وجبة إفطار من جنوب أفريقيا.

## أنظر أيضا
- إفطار رمضان